# Manfred Vollmer
Manfred Vollmer (* 1944) ist ein deutscher Fotograf aus dem Ruhrgebiet.

## Leben
1965–1970 studierte Vollmer bei Otto Steinert an der Folkwang Hochschule in Essen-Werden Fotografie. 1970 schloss er sein Studium ab; seine Examensarbeit wurde mit dem Folkwangpreis der Hochschule ausgezeichnet. Seitdem ist Vollmer als freiberuflicher Fotojournalist für Wochenzeitungen, Tageszeitungen, Illustrierte, Magazine, Buchverlage, Fernsehen und Internet tätig. Seine Themenschwerpunkte sind u. a. Arbeitswelt und Strukturwandel.

## Ausstellungen (Auswahl)
- 2022: im Kleinen Schloss: Manfred Vollmer – ausgelöst. Fotografien von 1968 bis heute, Ludwiggalerie Schloss Oberhausen
- 2009: „Arbeitskampf Nokia“, Jahrhunderthaus Bochum
- 2009: „Ruhrgebiet“, Galerie „art 73“, Ratingen
- 2008: „Prometheus – Feuer im Revier“, LWL Hattingen Henrichshütte
- 2005: „Bilder aus dem Ruhrgebiet“, Galerie der Büchergilde Dortmund
- 2003: „Fotoserie aus der Deutschen Babcock AG“. K14 Oberhausen
- 2000: „Arbeit/Fotografien bei Opel Bochum“, IG Metall Bochum
- 1995: „Mit zweierlei Maß“, Porträt- und Arbeitsplatzaufnahmen von ausländischen Arbeitnehmern, Bochholt und andere Ausstellungsorte
- 1994: Erste Einzelausstellung „Perspektiven – Bilder aus der Arbeitswelt“, Rathaus Duisburg und andere Ausstellungsorte

## Publikationen
- Oben. Haldenlandschaft Ruhrgebiet. (Text: Wolfgang Berke). Klartext, Essen 2010, ISBN 978-3-8375-0411-8.
- Bilderbuch Ruhr. Faszination Industriekultur – Neues Leben in alten Buden. (Text: Wolfgang Berke). Klartext, Essen 2010, ISBN 978-3-89861-639-3.
- Ruhrgebiet. In Echt! No kidding! (Text: Wolfgang Berke). Klartext, Essen 2009, ISBN 978-3-89861-991-2.
- Atelier Hurtigruten. Christian-Ivar Hammerbeck und Manfred Vollmer auf der MS Lofoten. (Text: Christian-Ivar Hammerbeck). Klartext, Essen 2008, ISBN 978-3-89861-903-5.